# 松岡茉優
松岡茉優（日语：／ Matsuoka Mayu，1995年2月16日—），日本東京都出身，日本女演員，隸屬於Hirata International。

## 經歷
松岡茉優的妹妹松岡日菜為童星，在3歲時被星探挖掘。當年8歲的松岡和母親陪同妹妹去經紀公司面試時，被公司面試者詢問「姐姐也來試鏡如何？」因而進入藝能界。
松岡茉優於2007年憑《考試之神》一劇出道，當年12歲。其後在2008年至2010年3月期間在兒童節目《Oha Star》（おはスタ）中擔任常規成員。其後由2010年起，轉向女演員方向發展，開始參演電視劇，例如《桂千鶴診察日錄》和《鈴木老師》等。此外，松岡亦參與電影演出，包括2012年《聽說桐島退社了》和《惡之教典》等等。
2013年，因參演NHK的人氣話題晨間劇《小海女》，在劇中扮演「隊長」一角而廣為人知。
2015年4月，初次主演連續劇《She》。
2016年，首次參演NHK大河劇，在劇中飾演主角真田幸村的正室阿春。
2018年5月，赴戛納電影節，出席參演的《小偷家族》在戛納的首映禮，該片在當屆電影節上奪得金棕櫚獎。10月，擔任第31屆東京國際影展大使。
2019年5月18日，擔任第19回GirlsAward「2019 SPRING/SUMMER」主持人。
2019年11月3日、11月4日，擔任2019年FNS27小時電視主持人。
2024年6月7日，宣布與Hey! Say! JUMP成員有岡大貴結婚。

## 人物
- 「早安少女組」的超級狂熱愛好者，具有能把各期人物詳細介紹的驚人記憶力，學生時代都浸淫在粉絲書中度過。她將第九期以後的少女們，稱為「新生（新星）早安少女組」，並常在各綜藝節目中，忘情地暢談那股魅力，津津樂道時甚至自然流露出大叔大嬸般的口吻、完全忘記自己該宣傳的劇作，但這樣的反應也因具娛樂效果而深受主持人們的歡迎。[9]更曾在主演劇集中「圓夢」，一嚐加入早安少女組的滋味。
- 她特別視早安少女組第九期核心人物鞘師里保為「天使下凡」，認為「歌藝還在發展中」但「舞藝絕對是最好的」，迷戀到「只要看到紅色就會想到她」；經常購票入場支持，「（鞘師里保）『畢業』那次，（自己）三小時都在哭！」[10]由於她對鞘師里保無數次熱情地公開崇拜，使鞘師里保在整人節目的安排下決定突襲感謝之；驚愕莫名的她含淚向鞘師里保說出「（妳們的存在）為我們粉絲帶來每日的活力」，鞘師里保則以現場揮毫贈字與擁抱答謝之。[11]
- 是左撇子；再忙也會烹飪[12]；為了在《也讓我有點小執著》中演出早安少女組成員，竟練出令人咋舌的結實腹肌。[13]
- 和歌手家入里歐、桃色幸運草Z隊長百田夏菜子、前℃-ute成員鈴木愛理、聲優日高里菜是高中同班同學。[14][15]
- 曾表示以成為「女版八嶋智人（日语：八嶋智人）」為目標；雖熱愛偶像也具有相當的歌藝，但未走上偶像之路的原因是出道時被評為有「昭和顏」（氣質近長輩世代、不具流行時尚感）而選擇戲劇之路。[16]
- 喜歡納豆，2016年，獲得由全國納豆協同組合聯合會（日语：全国納豆協同組合連合会）頒發的「納豆Queen」稱號[17]。

## 影視作品

### 電視劇
- 考試之神（2007年7月14日－9月22日，日本電視台）：飾演 松木茉優
- 桂千鶴診察日錄（日语：藍染袴お匙帖#テレビドラマ）（2010年9月4日－12月25日，NHK）：飾演
- 鈴木老師（2011年4月25日－6月27日，東京電視台）：飾演 堀之內七海
- 警視廳搜查一課9係 season3 第9集（2011年8月31日，朝日電視台）：飾演 三原結衣
- 35歲的高中生（2013年4月13日－6月22日，日本電視台）：飾演 馬場亞矢子（高中時期）
- 小海女 東京篇（2013年6月24日－9月17日，NHK）：飾演 入間詩織（入間しおり）[18]
- 齊藤太太2（2013年7月13日－9月21日，日本電視台）：飾演 前園冴
- 刑警的目光（日语：刑事のまなざし） 第8集（2013年11月25日，TBS）：飾演 仲村有香
- GTO（2014年7月8日－9月16日，關西電視台）：飾演 志條步菜（志条あゆな）
- 問題餐廳（2015年1月15日－3月19日，富士電視台）：飾演 雨木千佳[19]
- 限界集落株式会社（日语：限界集落株式会社）（2015年1月30日－2月28日，NHK）：飾演 大内美穗
- She（日语：She (テレビドラマ)）（2015年4月18日－5月16日，富士電視台）：飾演 西澤涼子（主演）[20]
- 經世濟民的男人（日语：経世済民の男） 第一篇「高橋是清」（2015年8月22日、8月29日，NHK）：飾演 [21]
- 磁石男2015（日语：磁石男）（2015年9月18日，日本電視台）：飾演 [22]
- 產科醫鴻鳥（2015年10月16日－12月25日，TBS）：飾演 下屋加江[23]
- 真田丸（2016年，NHK）：飾演 竹林院
- 也讓我有點小執著（日语：その「おこだわり」、私にもくれよ!!）（2016年4月9日－6月18日，東京電視台）：飾演 松岡茉優（本人）[24]
- 水族館女孩（日语：水族館ガール#テレビドラマ）（2016年6月17日－9月2日，NHK）：飾演 嶋由香（主演）[25]
- 安寧之鄉（日语：やすらぎの郷）（2017年4月3日－9月29日，朝日電視台）：飾演 財前ゆかり[26]
- 我的彆腳丈夫（2017年7月8日－9月16日，日本電視台） ：飾演 小林沙也加[27]
- 產科醫鴻鳥2（2017年10月13日－12月22日，TBS）：飾演 下屋加江[23]
- 黑井戶殺人事件（日语：黒井戸殺し）（2018年4月14日，富士電視台）：飾演 黒井戸花子
- 磯野家的人們～20年後的海螺小姐～（2019年11月24日，富士電視台）：飾演 磯野裙帶菜[28]
- 錢的盡頭是愛情的開始（2020年9月15日－10月6日，TBS）：飾演 九鬼玲子（主演）[29]
- 初戀的惡魔（2022年7月16日－9月24日，日本電視台）：飾演 摘木星砂[30]
- Fence（2023年3月19日－4月16日，WOWOW）：飾演 小松綺繪（主演）
- 最好的老師（2023年7月15日－9月23日，日本電視台）：飾演 九條里奈（主演）
- 尤莉亞老師的紅線（2023年10月19日－12月14日，朝日電視台）：飾演 小山田みちる
- GEEKS（2024年7月4日－9月19日，富士電視台）：飾演 西條唯（主演）

### 電影
- 愛的曝光（2009年1月）：飾演 百合
- RAFT（2011年6月）：飾演 桐田聖
- 薯片（日语：ポテチ (伊坂幸太郎)）（2012年5月）：飾演
- 聽說桐島退社了（2012年8月）：飾演 沙奈[31]
- 惡之教典（2012年11月）：飾演 白井聰美（白井さとみ）
- 鈴木老師（2013年1月）：飾演 堀之內七海
- 最初的路（日语：はじまりのみち）（2013年6月）：飾演
- 絕叫學級（2013年6月）：飾演 香取繪莉花
- 放學後Lost（2014年）：飾演 橋本里香
- 小森林–夏・秋篇（2014年8月30日）：飾演 紀子
- 小森林–冬・春篇（2015年2月14日）：飾演 紀子
- Samulife（日语：サムライフ）（2015年2月28日）：飾演 ユミ
- 為什麼貓都叫不來。（2016年1月30日、東京劇場）：飾演 小梅
- 花牌情緣 下之句（2016年4月29日，東寶）：飾演 若宮詩暢
- 被愛妄想症（日语：勝手にふるえてろ）（2017年12月23日）：飾演 江藤良香（主演）
- 花牌情緣 結（2018年3月17日，東寶）：飾演 若宮詩暢
- 多桑不在家（日语：blank13）（2018年3月30日）：飾演 西田沙織
- 小偷家族（2018年6月8日）：飾演 柴田亞紀[32]
- 蜜蜂與遠雷（2019年10月4日）：飾演 榮傳亞夜（主演）[33][34]
- 一夜（日语：ひとよ (映画)）（2019年11月8日）：飾演 稻村園子[35][36]
- 劇場（日语：劇場 (小説)）（2020年）：飾演 沙希[37][38]
- 錯視畫的利牙（2020年6月）：飾演 高野惠[39]
- 地獄犬 HELL DOGS（日语：ヘルドッグス）（2022年9月16日）：飾演 吉佐惠美里[40]

### 網路劇
- 舞伎家的料理人（2023年1月12日 - ，Netflix）：飾演 吉乃

### 配音
- 侏羅紀世界（2015年8月5日）：飾演 格雷·米契爾
- Pokemon the movie XY&Z 波爾凱尼恩與機關人偶 瑪機雅娜（2016年7月16日）：飾演 奇美雅
- 電影版 聲之形（2016年9月17日）：飾演 石田將也（小學生）
- Cars 3：閃電再起（2017年7月15日）：飾演 克魯茲·拉米雷斯
- 生日幻境（2019年4月26日）：飾演 小茜[41]
- 數碼暴龍 LAST EVOLUTION 絆（2020年2月21日）：飾演 梅諾亞・貝魯奇（メノア・ベルッチ）[42]
- 電影哆啦A夢：大雄的宇宙小戰爭 2021（2022年3月4日）：飾演
- 劇場版 森林家族 來自芙蕾雅的禮物（2023年11月23日）：飾演 史黛拉[43]
- 我們這一家NEXT（2024年8月5日）[44]
- 與愛麗絲夢遊仙境 -Dive in Wonderland-（2025年8月29日）：飾演 紅心王后[45]

### 音樂錄影帶
- 光岡昌美《Hana》（2007年11月28日）
- 夏之管

- 《SUMMER TIME》（2015年4月8日）
- 《現在才來衝浪海灘》（2015年6月2日）
- 《TONIGHT》（2015年10月7日）
- 《燈台》（2015年12月16日）

- 黑貓Chelsea（日语：黒猫チェルシー）《BABY YOU》（2017年12月13日）

### 舞台劇
- 《幽靈》（2014年3月20日）
- 《陷沒》（2017年2月4日至26日，東京；3月3日至6日，大阪）[46]
- 《江戶正在燃燒嗎》（2018年3月3日）[47]
- 《愛情歷史劇場「The Beginning of Love」（日语：愛のレキシアター「ざ・びぎにんぐ・おぶ・らぶ」）》 (2019年3月10日至24日，東京；3月30日至31日，大阪)

## 獎項
| 年度 | 類別   | 大獎                      | 獎項                                  | 作品 | 結果 |
| ---- | ------ | ------------------------- | ------------------------------------- | --- | ---- |
| 2015 | 電影   | 夕張國際奇幻電影節        | 第2回 ニューウェーブアワード 女優部門 | | 獲獎 |
| 2016 | 電影   | 第8回TAMA電影節           | 最優秀新進女優賞                      | 《為什麼貓都叫不來。》《花牌情緣 下之句》                                                               | 獲獎 |
| 2016 | 電影   | 第40回山路文子電影獎      | 山路ふみ子新人女優賞                  | 《為什麼貓都叫不來。》《花牌情緣 下之句》                                                               | 獲獎 |
| 2016 | 電視劇 | 第25回TV LIFE年度日劇大賞 | 新人賞                                | 《問題餐廳》《She》《產科醫鴻鳥》                                                                       | 提名 |
| 2017 | 電影   | 東京國際影展              | 東京原石賞                            | 《被愛妄想症》                                                                                          | 獲獎 |
| 2018 | 電影   | 日本電影專業大獎          | 主演女優賞                            | 《被愛妄想症》                                                                                          | 獲獎 |
| 2018 | 電影   | 第10回TAMA電影獎          | 最優秀女優賞                          | 《被愛妄想症》《小偷家族》《花牌情緣：結》《多桑不在家》                                                | 獲獎 |
| 2018 | 電影   | 第40回橫濱電影節          | 助演女優賞                            | 《小偷家族》《多桑不在家》《花牌情緣：結》                                                              | 獲獎 |
| 2019 | 電影   | 第42回日本電影學院獎      | 優秀主演女優賞                        | 《被愛妄想症》                                                                                          | 獲獎 |
| 2019 | 電影   | 第42回日本電影學院獎      | 優秀助演女優賞                        | 《小偷家族》                                                                                            | 獲獎 |
| 2019 | 電影   | 第28回東京體育電影獎      | 助演女優賞                            | 《小偷家族》                                                                                            | 獲獎 |
| 2019 | 電影   | 第61回藍絲帶獎            | 助演女優賞                            | 《小偷家族》《花牌情緣：結》                                                                            | 獲獎 |
| 2019 | 電影   | 第44回報知電影獎          | 主演女優賞                            | 《蜜蜂與遠雷》                                                                                          | 提名 |
| 2019 | 電影   | 第32回日刊體育電影大獎    | 主演女優賞                            | 《蜜蜂與遠雷》                                                                                          | 獲獎 |
| 2019 | 綜合   | 第43回黃金飛翔獎          | 新人賞                                | 電影：《花牌情緣：結》《被愛妄想症》《多桑不在家》《小偷家族》 連續劇：《產科醫鴻鳥》《黑井戶殺人事件》 | 獲獎 |
| 2020 | 電影   | 第43回日本電影學院獎      | 優秀主演女優賞                        | 《蜜蜂與遠雷》                                                                                          | 獲獎 |
| 2022 | 電視劇 | 第113回日劇學院賞         | 助演女優賞                            | 《初戀的惡魔》                                                                                          | 獲獎 |
| 2023 | 電視劇 | 第117回日劇學院賞         | 主演女優賞                            | 《最好的老師》                                                                                          | 獲獎 |
| 2024 | 電影   | 大阪電影節                | 主演女優賞                            | 《愛にイナズマ》                                                                                        | 獲獎 |

## 外部連結
- 松岡茉優的Facebook專頁(非官方)
- 官方個人專屬網站 （页面存档备份，存于）（日語）
- 松岡茉優的Ameba部落格（日語）
- 松岡茉優在互联网电影资料库（IMDb）上的資料（英文）
- 松岡茉優的X（前Twitter）(官方非本人)
- 松岡茉優Instagram帳戶(官方本人)